# Grande Prêmio da Alemanha de 1972
Resultados do Grande Prêmio da Alemanha de Fórmula 1 realizado em Nürburgring em 30 de julho de 1972. Oitava etapa da temporada, foi palco da última vitória na carreira do belga Jacky Ickx, que subiu ao pódio junto a Clay Regazzoni numa dobradinha da Ferrari, com Ronnie Peterson em terceiro pela March-Ford.

## Classificação da prova
| Pos.   | Nº | Piloto               | Construtor     | Voltas | Tempo/Diferença   | Grid | Pontos |
| ------ | -- | -------------------- | -------------- | ------ | ----------------- | ---- | ------ |
| 1      | 4  | Jacky Ickx           | Ferrari        | 14     | 1:42:12.3         | 1    | 9      |
| 2      | 9  | Clay Regazzoni       | Ferrari        | 14     | + 48.3            | 7    | 6      |
| 3      | 10 | Ronnie Peterson      | March-Ford     | 14     | + 1:06.7          | 4    | 4      |
| 4      | 17 | Howden Ganley        | BRM            | 14     | + 2:20.2          | 18   | 3      |
| 5      | 5  | Brian Redman         | McLaren-Ford   | 14     | + 2:35.7          | 19   | 2      |
| 6      | 11 | Graham Hill          | Brabham-Ford   | 14     | + 2:59.6          | 15   | 1      |
| 7      | 26 | Wilson Fittipaldi    | Brabham-Ford   | 14     | + 3:00.1          | 21   |        |
| 8      | 28 | Mike Beuttler        | March-Ford     | 14     | + 5:10.7          | 27   |        |
| 9      | 6  | Jean-Pierre Beltoise | BRM            | 14     | + 5:20.2          | 13   |        |
| 10     | 7  | François Cevert      | Tyrrell-Ford   | 14     | + 5:43.7          | 5    |        |
| 11     | 1  | Jackie Stewart       | Tyrrell-Ford   | 13     | Colisão           | 2    |        |
| 12     | 19 | Arturo Merzario      | Ferrari        | 13     | + 1 volta         | 22   |        |
| 13     | 16 | Andrea de Adamich    | Surtees-Ford   | 13     | + 1 volta         | 20   |        |
| 14     | 15 | Tim Schenken         | Surtees-Ford   | 13     | + 1 volta         | 12   |        |
| 15     | 8  | Chris Amon           | Matra          | 13     | + 1 volta         | 8    |        |
| NC     | 21 | José Carlos Pace     | March-Ford     | 11     | + 3 voltas        | 11   |        |
| Ret    | 2  | Emerson Fittipaldi   | Lotus-Ford     | 10     | Câmbio            | 3    |        |
| Ret    | 20 | Henri Pescarolo      | March-Ford     | 10     | Acidente          | 9    |        |
| Ret    | 3  | Denny Hulme          | McLaren-Ford   | 8      | Motor             | 10   |        |
| Ret    | 14 | Mike Hailwood        | Surtees-Ford   | 8      | Suspensão         | 16   |        |
| Ret    | 12 | Carlos Reutemann     | Brabham-Ford   | 6      | Diferencial       | 6    |        |
| Ret    | 22 | Rolf Stommelen       | Eifelland-Ford | 6      | Pane elétrica     | 14   |        |
| Ret    | 25 | Dave Walker          | Lotus-Ford     | 6      | Vazamento de óleo | 23   |        |
| Ret    | 23 | Niki Lauda           | March-Ford     | 4      | Vazamento de óleo | 24   |        |
| Ret    | 27 | Derek Bell           | Tecno          | 4      | Motor             | 25   |        |
| Ret    | 29 | Dave Charlton        | Lotus-Ford     | 4      | Cansaço físico    | 26   |        |
| Ret    | 18 | Reine Wisell         | BRM            | 3      | Motor             | 17   |        |
| Fonte: |    |                      |                |        |                   |      |        |

## Tabela do campeonato após a corrida
|   | Pos. | Piloto             | Pontos |
| - | ---- | ------------------ | ------ |
|   | 1    | Emerson Fittipaldi | 43     |
|   | 2    | Jackie Stewart     | 27     |
| 1 | 3    | Jacky Ickx         | 25     |
| 1 | 4    | Denny Hulme        | 21     |
| 4 | 5    | Clay Regazzoni     | 13     |

|   | Pos. | Construtor   | Pontos |
| - | ---- | ------------ | ------ |
|   | 1    | Lotus-Ford   | 43     |
|   | 2    | Tyrrell-Ford | 33     |
| 1 | 3    | Ferrari      | 29     |
| 1 | 4    | McLaren-Ford | 29     |
|   | 5    | BRM          | 12     |

- Nota: Somente as primeiras cinco posições estão listadas. A temporada de 1972 foi dividida em dois blocos de seis corridas onde cada piloto descartaria um resultado. Neste ponto esclarecemos: na tabela dos construtores figurava somente o melhor resultado dentre os carros do mesmo time.